# Angel Bertran Montserrat

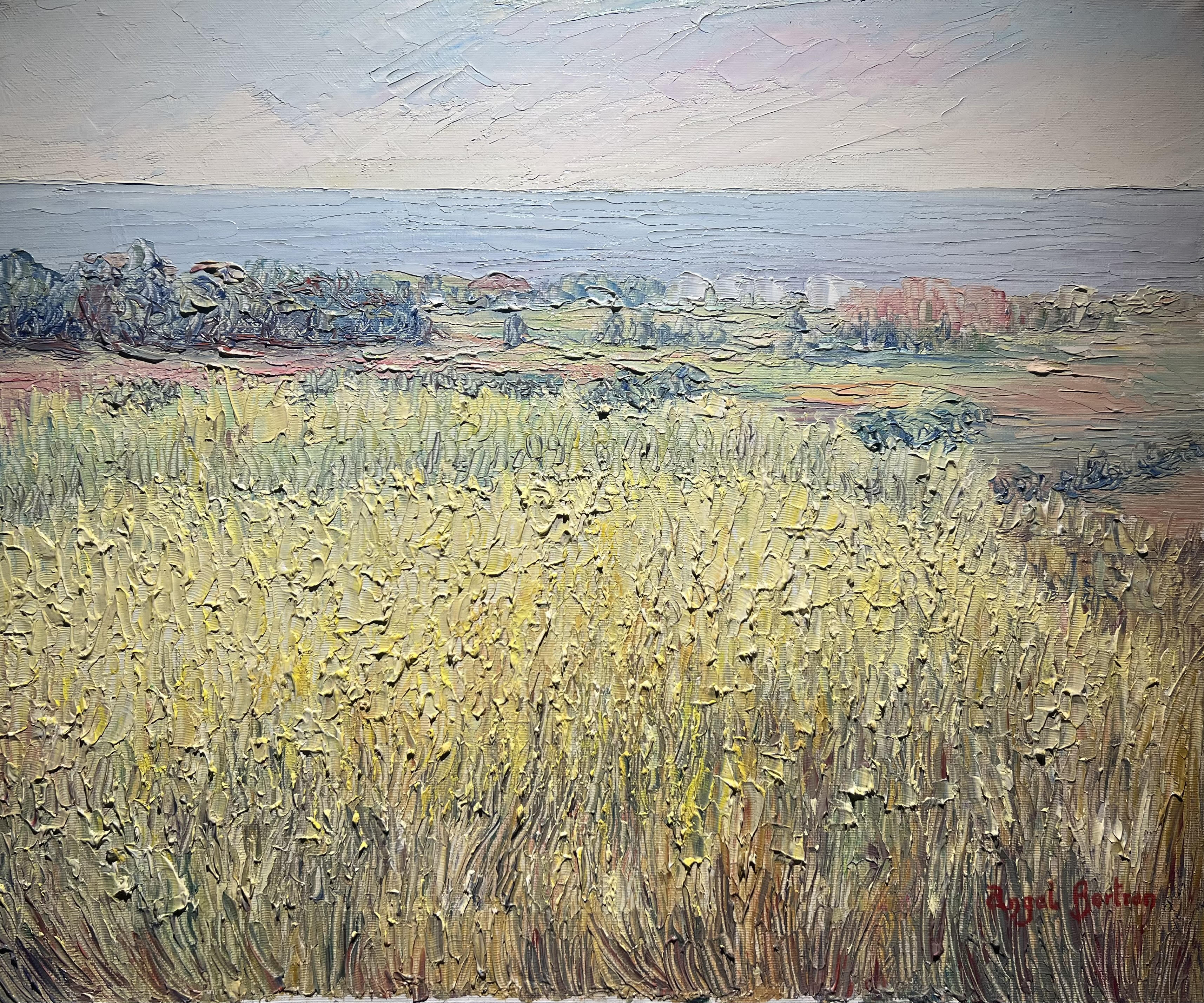
Paisagem Catalã - Angel Bertran Montserrat

Angel Bertran Montserrat (Cervelló, 17 de Maio de 1922 - Barcelona, 31 de Outubro de 1995) foi um pintor catalão. Seus pais foram Àngel Bertran e Llobet Montserrat. Ele foi ator e diretor de teatro de claquistas em Cervelló, e trabalhou de encarregado em uma fábrica de vidro até 1943.

## Biografia
Quando pequeno frequentou à escola privada Balmes do mestre e diretor Salvador Pugnau. Ainda jovem trabalhou na fábrica de vidro. Gostava de desenhar e pintar os rincões de Cervelló onde fez a prima exposição em 1937. A sua grande obra temporã foi pintar o quadro do Baptisteri da igreja da freguesia de São Esteve de Cervelló, em 1939.
A partir de 1943 a família Bertran-Montserrat foi viver em São André de Palomar, Barcelona. Primeiro recebeu classes particulares do artista Joan Vila e Pujol "De Marfim" e em pouco tempo estudou na Escola Massana. Nos anos 50 com frequência expôs e foi definindo seu estilo peculiar. Viajou a Itália e ao Marrocos procurando a luminosidade na sua obra. Em 1953 se torna membro do "Real Circulo Artístico" (Instituto Barcelonês de Arte).
Estudou na Real Academia Catalã de Belles Arts de São Jordi de Barcelona. A partir do ano 1962 começa a vender a sua obra a particulares e colecionistas consolidando o seu estilo, como por exemplo o uso da paleta e não o pincel.
Sempre foi ligado a Cervelló. Na sua obra há muitas referências de locals e paisagens do município, sobretudo os meios do templo românico de São Maria e paisagens icônicas. Em cada ano ia do seu irmão Rafael Bertran e Montserrat (escritor) ao Sã Maria de Cervelló. A Cervelló expôs várias vezes,a última foi ao Casal dos Avôs Josep Tarradellas, onde teve todo o edifício para expor a sua obra, no final dos anos 1980. Recebeu a Medalha de ouro do Círculo Artístico de Barcelona. publicou-se um livro sobre a sua vida e obra na coleção "Maestros actuales da pintura y escultura catalanas".
Em 2015, no 20º aniversário da sua morte, houve uma homenagem na Biblioteca Municipal de Cervelló de uma mostra de obra sua e documentação pessoal.